# ضعف اجتماعي
إن الضعف الاجتماعي، بمعناه الأوسع، هو أحد أبعاد الضعف وهشاشة المجتمع حيال الضغوطات والصدمات المتعددة، بما في ذلك سوء المعاملة والاستبعاد الاجتماعي والمخاطر الطبيعية. يشير الضعف الاجتماعي إلى عجز الأشخاص والمنظمات والمجتمعات عن تحمل الآثار الضارة الناجمة عن الضغوطات المتعددة التي يتعرضون لها. ترجع هذه الآثار جزئيًا إلى الخصائص المتأصلة في التفاعلات الاجتماعية والمؤسسات وأنظمة القيم الثقافية.
ولأنه يتضح أكثر ما يحدث عند حدوث الكوارث، فقد برزت العديد من دراسات الضعف الاجتماعي في أدبيات إدارة المخاطر.

## تعريفات
«الضعف» مشتقة من الكلمة اللاتينية vulnerare (الجرح)، ويصف إمكانية أن يتعرض للأذى جسديا أو نفسيا. غالبًا ما يُفهم الضعف على أنه النظير للمرونة، ويتم دراسته بشكل متزايد في النظم الاجتماعية-البيئية المرتبطة. تستخدم مبادئ يوجياكارتا أحد الصكوك الدولية لحقوق الإنسان مصطلح «الضعف» كإمكانية للإساءة أو الاستبعاد الاجتماعي.
ظهر مفهوم الضعف الاجتماعي مؤخرًا في الخطاب الخاص بالأخطار والكوارث الطبيعية. حتى الآن لم يتم الاتفاق على تعريف واحد. وبالمثل، توجد نظريات متعددة حول الضعف الاجتماعي. تركز معظم الأعمال التي أجريت حتى الآن على الملاحظة التجريبية والنماذج المفاهيمية. وبالتالي، فإن بحوث الضعف الاجتماعي الحالية هي نظرية متوسطة المدى وتمثل محاولة لفهم الظروف الاجتماعية التي تحول الخطر الطبيعي (مثل الفيضانات والزلازل والحركات الجماهيرية وغيرها) إلى كارثة اجتماعية. يؤكد المفهوم على موضوعين رئيسيين:
1. يتم تحديد أسباب وظاهرة الكوارث من خلال العمليات والهياكل الاجتماعية. وبالتالي، ليس فقط خطرًا جغرافيًا أو بيوفيزيائيًا، بل هو السياق الاجتماعي الذي يؤخذ في الاعتبار لفهم الكوارث «الطبيعية» (هيويت 1983).
2. على الرغم من أن مجموعات مختلفة من المجتمع قد تشترك في تعرض مماثل لخطر طبيعي، إلا أن الخطر له عواقب مختلفة بالنسبة لهذه الفئات، حيث أن لديها قدرات متباينة على التعامل مع تأثير الخطر.

 من خلال نظرة هيكلية، يعرف هيويت (1997، ص 143) الضعف بأنه: 
 ... بشكل أساسي حول تهديد البيئة البشرية... وهي جزء لا يتجزأ من الجغرافيا الاجتماعية للمستوطنات واستخدامات الأراضي، ومساحة توزيع التأثير في المجتمعات والتنظيم السياسي. 
 على عكس النظرة الأكثر تركيزًا اجتماعيًا لبلايكي (1994، ص 9) الذين يعرّف الضعف بأنه: 
 ... مجموعة من خصائص مجموعة أو فرد من حيث قدرتها على توقع تأثير الخطر الطبيعي والتعامل معه ومقاومته والتعافي منه. وتتضمن مجموعة من العوامل التي تحدد درجة تعرض حياة شخص ما وسبل عيشه للخطر بسبب حدث منفصل ومحدد في الطبيعة أو المجتمع. 

## تاريخ المفهوم
في سبعينيات القرن العشرين، تم تقديم مفهوم الضعف ضمن الخطاب الخاص بالأخطار الطبيعية والكوارث بواسطة أوكيفي وويستغيت وويسنر في «إخراج الطبيعة من الكوارث الطبيعية» أصر هؤلاء المؤلفون على أن الظروف الاجتماعية والاقتصادية هي أسباب الكوارث الطبيعية. يوضح العمل من خلال البيانات التجريبية أن حدوث الكوارث زاد على مدى السنوات الخمسين الماضية، بالتوازي مع زيادة الخسائر في الأرواح. أظهر العمل أيضًا أن أكبر الخسائر في الأرواح تتركز في البلدان المتخلفة، حيث خلص المؤلفون إلى أن الضعف يزداد فيها.
تضع الدوائر هذه النتائج التجريبية على مستوى مفاهيمي وتجادل بأن الضعف له جانب خارجي وداخلي؛ يتعرض الناس لمخاطر طبيعية واجتماعية محددة. في الوقت نفسه، يتمتع الناس بقدرات مختلفة للتعامل مع تعرضهم عن طريق استراتيجيات العمل المختلفة. تم تحسين هذه الحجة مرة أخرى بواسطة بلايكي وكانون وديفيس وويسنر، الذين تابعوا تطوير نموذج الضغط والإطلاق (PAR).

## داخل المجتمع
على الرغم من أن اهتمامًا كبيرًا بالبحث قد درس مكونات الضعف البيوفيزيائي وضعف البيئة العمرانية، إلا أننا نعرف حاليًا أقل ما يتعلق بالجوانب الاجتماعية للضعف. يتم تجاهل نقاط الضعف التي تم إنشاؤها اجتماعيًا إلى حد كبير، ويرجع ذلك أساسًا إلى صعوبة تحديدها. يتم إنشاء الضعف الاجتماعي من خلال تفاعل القوى الاجتماعية والضغوط المتعددة، ويتم حلها من خلال الوسائل الاجتماعية (على عكس الفردية). في حين أن الأفراد داخل سياق ضعيف اجتماعيًا قد يخترقون «الحلقة المفرغة»، إلا أن الضعف الاجتماعي نفسه قد يستمر بسبب التأثيرات الهيكلية - أي الاجتماعية والسياسية - التي تعزز الضعف.

## روابط خارجية
- الضعف الاجتماعي في إسبانيا (بحث تطبيقي يستند إلى مجموعة من المؤشرات التي تغطي الجوانب المتعلقة بالضعف في الضعف الاجتماعي، عن طريق قاعدة بيانات صممت خصيصًا من قبل الصليب الأحمر الإسباني - معلومات باللغة الإسبانية، وملخصات تنفيذية متاحة أيضًا باللغة الإنجليزية)
- مركز الحد من المخاطر والتعافي منها، جامعة تكساس إيه آند إم نسخة محفوظة 6 فبراير 2007 على موقع واي باك مشين.
- معهد أبحاث المخاطر وسرعة التأثر بجامعة ساوث كارولينا
- مجموعة سبل العيش والمؤسسات، معهد الموارد الطبيعية
- مؤسسة ميونيخ ري
- جامعة كولومبيا الوطنية، الفريق العامل المعني بإدارة الكوارث
- التفسيرات الجذرية للكوارث (RADIX)
- الحماية الاجتماعية، منظمة العمل الدولية
- الحماية الاجتماعية، البنك الدولي
- معهد جامعة الأمم للبيئة والأمن البشري [وصلة مكسورة] [ رابط ميت دائم ][ رابط ميت دائم ]
- فهم كاترينا: وجهات نظر من العلوم الاجتماعية[وصلة مكسورة]
- شبكة الضعف[وصلة مكسورة]
- مراكز السيطرة على الأمراض والوقاية منها - مؤشر الضعف الاجتماعي: ترتيب جميع المناطق في الولايات المتحدة باستخدام 15 تعداد ومؤشرات مجتمع المسح الأمريكي